# Aeroport de Chitato
L'aeroport de Chitato (codi IATA: PGI, codi OACI: FNCH) és un aeroport que serveix Dundo, a la província de Lunda-Nord a Angola de la que es troba a 3 kilòmetres al nord-oest. Està molt a la vora de l'aeroport de Dundo, que serveix la mateixa ciutat.
Les balises no direccionals de Chitato (Ident: CH) i Dundo (Ident: DU) es troben al sud de les instal·lacions.